# Nasser Saleh
Nasser Saleh (ur. 19 grudnia 1992) – hiszpański aktor, najbardziej znany z roli Romána Lorente w serialu telewizyjnym Física o Química telewizji Antena 3.
Występował w nominowanym do Oscara filmie Biutiful razem ze znanym hiszpańskim aktorem Javierem Bardemem.
Mówi biegle po hiszpańsku i arabsku.

## Filmografia
| Filmy i Seriale | Filmy i Seriale                | Filmy i Seriale | Filmy i Seriale |
| Rok             | Tytuł                          | Rola            | Uwagi           |
| --------------- | ------------------------------ | --------------- | --------------- |
| 2008            | Fuera de lugar                 |                 | 5 odcinków      |
| 2008–2009       | HKM: hablan, kantan, mienten   | Moja            | 85 odcinków     |
| 2010            | Propios y extraños             |                 |                 |
| 2010            | La pecera de Eva               | Leo             | 58 odcinków     |
| od 2010         | Física o Química               | Román Lorente   |                 |
| 2010            | Biutiful                       | Muchacho        |                 |
| 2011            | 11-M                           |                 |                 |
| 2011            | Verbo                          | Darío           |                 |
| 2011            | No habrá paz para los malvados |                 |                 |